# Armathwaite Castle
Armathwaite Castle är ett slott i Storbritannien.   Det ligger i grevskapet Cumbria och riksdelen England, i den centrala delen av landet, 400 km norr om huvudstaden London. Armathwaite Castle ligger 52 meter över havet.
Terrängen runt Armathwaite Castle är platt åt sydväst, men åt nordost är den kuperad. Armathwaite Castle ligger nere i en dal. Runt Armathwaite Castle är det ganska glesbefolkat, med 24 invånare per kvadratkilometer. Närmaste större samhälle är Carlisle, 14,6 km nordväst om Armathwaite Castle. Trakten runt Armathwaite Castle består i huvudsak av gräsmarker.